# موت نجمت
موت نجمت، هي ملكة مصرية قديمة غير حاكمة أو زوجة ملك عاشت في آخر الأسرة الثامنة عشرة، وهي زوجة الملك حورمحب آخر ملوك هذه الأسرة.

## موت نجمت كأخت للملكة نفرتيتي
استنبط بعض علماء المصريات بأن موت نجمت تتطابق مع شقيقة الملكة نفرتيتي المسماة موت بنرت. وقد استند هذا التوحيد جزئياً إلى حقيقة أن اسم موت بنرت كان يُقرأ على أنه موت نجمت لتشابه العلامتين بنر 𓇜 و نجم 𓇛 في الشكل. وأشار باحثون آخرون في علم المصريات مثل جيفري مارتن إلى أنه ليس هناك دليل واضح لإثبات هذا التطابق بين الشخصيتين. فكتب مارتن ما يلي:
لم يكن اسم موت نجمت نادرا بخاصة في أواخر الأسرة الثامنة عشرة، وحتى لو كانت شقيقة نفرتيتي فزواجها من حورمحب لم يكن له أي تأثير على شرعية حورمحب أو أحقيته بالعرش حيث أن موت نجمت (المصورة في المقابر الخاصة في تل العمارنة ) لم تكن هي نفسها من دم ملكي. وعلى أي حال مهما كانت أصول موت نجمت فقد تزوجت من حورمحب قبل أن يصبح فرعوناً بقليل.

## النقوش والآثار
وقد عرفت الملكة موت نجمت من عدة نقوش و أغراض منها:
- تم العثور على تمثال مزدوج لحورمحب وموت نجمت في الكرنك، وهو الآن في المتحف المصري في تورينو بإيطاليا (1379). وعلى جانب موت نجمت من العرش تم تصويرها على هيئة أبو الهول مجنح يتعبد لخرطوشها الخاص. وأبو الهول صوّر مرتدياً لتاج مسطح القمة مع عناصر نباتية مرتبطة بالإلهة تفنوت. والجزء الخلفي من التمثال يسجل ارتقاء الملك حورمحب لعرش مصر.[1]
- كما تم تصوير حورمحب وموت نجمت في مقبرة روي (TT255) في منطقة ذراع أبي النجا بجبانة طيبة. ويظهر الزوجان الملكيان في مشهد تقديم القرابين.[3]
- واحد من التماثيل الضخمة في معابد الكرنك (الجانب الشمالي من الصرح العاشر) صنع للملك حورمحب ويصوّر كذلك الملكة موت نجمت. لكن بعد ذلك تم اغتصاب التمثال وإعادة تهيأته للملك رمسيس الثاني وزوجته الملكة نفرتاري.[4]
- كما اغتصبت موت نجمت عدة نقوش من عنخس إن آمون زوجة الملك توت عنخ آمون في الأقصر.[5]
- تم العثور على تماثيل (شظايا منها) وغيرها من الأشياء بما في ذلك شظايا من المرمر تذكر اسم الملكة موت نجمت في مقبرة سقارة الخاصة بالملك حورمحب قبل توليه الملك. وبعض هذه الأشياء تحمل نصوصاً جنائزية.[6]

## ألقابها
تشمل الألقاب التي حملتها الملكة موت نجمت:
- الأميرة الوراثية
- الزوجة الملكية العظيمة.
- عظيمة الثناء.
- سيدة العطاء.
- حلوة الحب.
- سيدة الجنوب والشمال.
- مغنية الإلهة حتحور.
- مغنية الإله آمون.[7]

## موتها ومدفنها
توفيت الملكة موت نجمت بعد العام 13 من حكم زوجها بوقت قصير في منتصف الأربعينيات من عمرها استنادا إلى قائمة لجرار النبيذ وجدت في غرفة دفن مقبرة حورمحب في سقارة وتمثال وغيره من الأشياء وجدت هناك. وتم العثور على المومياء في مقبرة مبنية على الطراز المنفي غير مستخدمة للملك حورمحب جنبا إلى جنب مع مومياء طفل مات عند ميلاده بسبب ولادة قبل أوانها. ويبدو أنها قد دفنت في مقبرة حورمحب المنفية تلك مع زوجته الأولى أمينيا. وتظهر مومياء الملكة موت نجمت أنها قد أنجبت عدة مرات، ولكن الملك الأخير من الأسرة الثامنة عشر أو زوجها الملك حورمحب لم يكن له عند موته وريث حي. وقد اقترح أنها لديها ابنة لم تذكر ببساطة على أي أثر. ووجود الرضيع مع الملكة موت نجمت في المقبرة يشير إلى أن هذه الملكة توفيت أثناء الولادة. وإحدى الأواني الكانوبية الخاصة بالملكة توجد حالياً في المتحف البريطاني.
ومن الممكن أن المقبرة الحاملة للترقيم العلمي QV33 في وادي الملكات قد بنيت أصلا لها. ومن المعروف أن المقبرة حالياً معروفة بأنها لسيدة غير معروفة اسمها تانجمت، ولكن كل من الخرطوشين الحاويين لاسمها قد تضررا، و تشابه الرموز الهيروغليفية للمقطعين تا و موت تسمح بهذا التفسير.